# Campanario (Goyanes)
Campanario (En gallego y oficialmente O Campanario) es una aldea situada en la parroquia de Goyanes en el municipio de Porto do Son, provincia de La Coruña, Galicia, España.
En 2022 tenía una población de 160 habitantes (80 hombres y 80 mujeres). Está situada a 29 metros sobre el nivel del mar a 7,2 km de la capital municipal. Las localidades más cercanas son Portosín y Valcunqueiro.